# Hachirōgata
Hachirōgata (八郎潟町?) è una cittadina giapponese della prefettura di Akita.